# 鲁道夫·基希施莱格
鲁道夫·基希施莱格（德語：Rudolf Kirchschläger，1915年3月20日—2000年3月30日），奥地利总统（1974年－1986年）。
| 前任: 弗朗茨·约纳斯 | 奥地利总统 1974－1986 | 继任: 库尔特·瓦尔德海姆 |